# خدعة الشعلة الاولمبية 1956

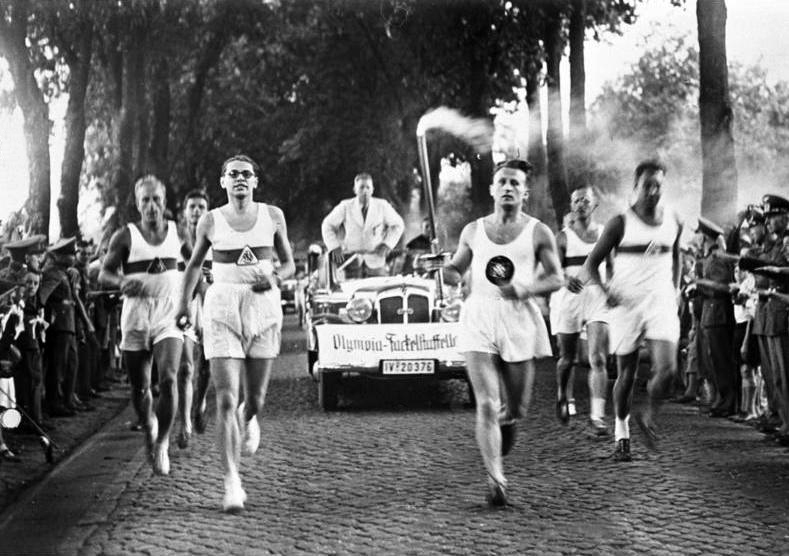

خدعة الشعلة الاولمبية 1956 (بالإنجليزية: 1956 Olympic Flame hoax)‏ كانت خدعة خلال الألعاب الأولمبية الصيفية 1956 قام فيها باري لاركن وهو طالب بيطري من ملبورن بالتظاهر بأنه يجري مع الشعلة الأولمبية.

## الخدعة
خطط لاركين وثمانية طلاب آخرين في كلية سانت جون، جامعة سيدني للاحتجاج على تتابع الشعلة الأولمبية. وكان أحد أسباب الاحتجاج هو أن تتابع الشعلة اخترعه النازيون في دورة الألعاب الأولمبية الصيفية 1936 في برلين بألمانيا.